# 筑紫野郵便局
筑紫野郵便局（ちくしのゆうびんきょく）は、福岡県筑紫野市にある郵便局。民営化前の分類では集配普通郵便局であった。局番号は74043。

## 概要
住所：〒818-8799 福岡県筑紫野市二日市南2-13-15

## 沿革
- 1874年（明治7年）12月20日 - 二日市（ふつかいち）郵便取扱所として開設[1]。
- 1875年（明治8年）1月1日 - 二日市郵便局（五等）となる。
- 1885年（明治18年）7月15日 - 貯金取扱を開始。
- 1890年（明治23年）7月16日 - 為替取扱を開始。
- 1897年（明治30年）2月1日 - 二日市郵便電信局となる。
- 1903年（明治36年）4月1日 - 通信官署官制の施行に伴い二日市郵便局となる。
- 1957年（昭和32年）7月16日 - 筑前山口郵便局[2]および御笠郵便局から電話交換事務の取扱を移管[3]。
- 1958年（昭和33年）4月1日 - 電話交換および電報配達事務の取扱を二日市電報電話局に移管。
- 1961年（昭和36年）2月16日 - 特定郵便局から普通郵便局に局種別変更するとともに、筑紫野郵便局に改称[4]。同日、原田郵便局から集配業務を移管。
- 1998年（平成10年）9月1日 - 外国通貨の両替および旅行小切手の売買に関する業務取扱を開始。
- 2007年（平成19年）10月1日 - 民営化に伴い、併設された郵便事業筑紫野支店に一部業務を移管。
- 2012年（平成24年）10月1日 - 日本郵便株式会社発足に伴い、郵便事業筑紫野支店を筑紫野郵便局に統合。
- 2017年（平成29年）2月20日 - 郵便事業合理化の一環として太宰府郵便局から太宰府市における郵便物等の集配業務が移管された[5]。

## 取扱内容
- 郵便、印紙、ゆうパック、内容証明
- 貯金、為替、振替、振込、国際送金、外貨両替・トラベラーズチェック、国債、投資信託
- 生命保険、バイク自賠責保険
- ゆうちょ銀行ATM
- 筑紫野市・太宰府市内全域（〒818-00xx、818-01xx、818-85xx、818-86xx、818-87xx）の集配業務
- ゆうゆう窓口

## 周辺
- 筑紫野市歴史博物館（ふるさと館ちくしの）
- 九州産業大学付属九州産業高等学校
- 筑紫野市立二日市中学校
- 筑紫野市立二日市東小学校
- 筑紫野警察署

## アクセス
- JR鹿児島本線 二日市駅から徒歩約8分、西鉄天神大牟田線・太宰府線 西鉄二日市駅から徒歩約17分
- 西鉄バス 東新町停留所下車
- 九州自動車道 筑紫野ICから北へ約2.5km
- 駐車場あり：31台